# Blanche Albane
Blanche Alice Sistoli dite Blanche Albane, née  le 14 octobre 1886 dans le 11e arrondissement de Paris et morte le 4 mai 1975 à Hérouville (Val-d'Oise), est une actrice de théâtre française.
Épouse de l'écrivain Georges Duhamel, elle a fait partie de la première troupe du théâtre du Vieux-Colombier.

## Biographie
Blanche Albane est comédienne de théâtre lorsqu'elle rencontre en 1907 Georges Duhamel qui participe à cette époque à son expérience communautaire au phalanstère de l'Abbaye de Créteil, où elle était venue réciter des vers de poésie. Alors pensionnaire du théâtre de l'Odéon dirigé par André Antoine, elle l'épouse le 2 décembre 1909 et aura trois fils Bernard (en 1917), Jean (en 1919) et Antoine Duhamel (en 1925). Elle devient alors l'interprète des pièces de son époux comme La Lumière, À l’ombre des statues, Le Combat, L’Œuvre des athlètes, puis jouera notamment sous la direction de Jacques Copeau au théâtre du Vieux-Colombier. Elle participe également aux débuts du cinéma dans quelques rôles au tournant des années 1910.
Son succès sur la scène parisienne est alors réellement important avec entre autres André Gide, Roger Martin du Gard ou Jean Cocteau comme admirateurs et Charles Dullin, Valentine Tessier ou Louis Jouvet pour partenaires. Cette période est racontée par Georges Duhamel dans l'avant-dernier volume, Suzanne et les Jeunes Hommes (1941), de sa Chronique des Pasquier. Blanche Albane s'éloigne cependant du théâtre, se consacrant à l'éducation de ses fils, et devient la copiste des manuscrits de son mari.
L'actrice Blanchette Brunoy est la filleule de Georges Duhamel et de Blanche Albane, dont elle tient son nom de baptême[réf. nécessaire].

## Théâtre
- 1908 : Parmi les pierres de Hermann Sudermann, Théâtre de l'Odéon
- 1909 : Beethoven de René Fauchois, mise en scène André Antoine, Théâtre de l'Odéon
- 1910 : L'Homme mystérieux d'André de Lorde et Alfred Binet, Théâtre Sarah-Bernhardt
- 1912 : Andromaque de Racine, mise en scène André Antoine, Théâtre de l'Odéon
- 1912 : L'Heure des Tziganes de Léo Larguier, Théâtre de l'Odéon
- 1913 : Le Combat de Georges Duhamel, Théâtre des Arts
- 1913 : L'Amour médecin de Molière, mise en scène Jacques Copeau, Théâtre du Vieux-Colombier
- 1913 : Une femme tuée par la douceur de Thomas Heywood, mise en scène Jacques Copeau, Théâtre du Vieux-Colombier
- 1913 : Les Fils Louverné de Jean Schlumberger, mise en scène Jacques Copeau, Théâtre du Vieux-Colombier
- 1913 : Barberine d'Alfred de Musset, mise en scène Jacques Copeau, Théâtre du Vieux-Colombier
- 1913 : L'Avare de Molière, mise en scène Jacques Copeau, Théâtre du Vieux-Colombier
- 1914 : Les Frères Karamazov de Fiodor Dostoïevski, mise en scène Jacques Copeau, Théâtre du Vieux-Colombier
- 1914 : La Jalousie du barbouillé de Molière, mise en scène Jacques Copeau, Théâtre du Vieux-Colombier
- 1914 : La Nuit des rois de William Shakespeare, mise en scène Jacques Copeau, Théâtre du Vieux-Colombier
- 1920 : Le Conte d'hiver de William Shakespeare, mise en scène Jacques Copeau, Théâtre du Vieux-Colombier
- 1920 : Cromedeyre-le-Vieil de Jules Romains, mise en scène Jacques Copeau, Théâtre du Vieux-Colombier
- 1921 : Oncle Vania d'Anton Tchekhov, mise en scène Georges Pitoëff, Théâtre Pitoëff
- 1921 : La Dauphine de François Porché, Théâtre du Vieux-Colombier
- 1922 : Saül d'André Gide, mise en scène Jacques Copeau, Théâtre du Vieux-Colombier
- 1922 : L'Amour livre d'or d'Alexis Nikolaïevitch Tolstoï, mise en scène Nathalie Boutkovsky, Théâtre du Vieux-Colombier
- 1925 : L'Amour qui passe de Joaquin Alvarez Quintero et Serafin Alvarez Quintero, mise en scène Louis Jouvet, Comédie des Champs-Élysées
- 1928 : La Maison des cœurs brisés de George Bernard Shaw, mise en scène Georges Pitoëff, Théâtre des Mathurins

## Filmographie
- 1911 : L'Illusion des yeux de Georges Denola
- 1911 : Le Mensonge de Jean le Manchot de Georges Denola
- 1911 : L'Une pour l'autre (ou Sœurs de lait) de Georges Denola
- 1911 : L'Homme au grand manteau de Michel Carré
- 1912 : Cœurs de mère de Georges Denola
- 1912 : Rigadin et la Poudre d'amour de Georges Monca